# أغنيس إثيل
أغنيس إثيل (بالإنجليزية: Agnes Ethel) هي ممثلة أمريكية، ولدت في 1 مايو 1846، وتوفيت في 26 مايو 1903.

## وصلات خارجية
- أغنيس إثيل على موقع قاعدة بيانات برودواي على الإنترنت (الإنجليزية)